# 初美メアリ
初美 メアリ（はつみ めあり、1990年〈平成2年〉10月1日 -）は、日本のモデル・声優・タレント。東京都出身。プラチナムプロダクション所属。

## 経歴
- 『Soup.』×『ワタナベエンターテインメント』カレッジモデルオーディション2010年準グランプリ[2]。
- 2013年、『ドラゴンクエストX』初代初心者大使に就任[3]。
- 2015年1月をもって、エイジアプロモーションを退所しフリーとなる[4]。
- 2019年6月4日、プラチナムプロダクションに所属したことを発表[5]。
- 2022年11月22日、将棋棋士の村中秀史と結婚。12月12日に自身のTwitterで発表した[6]。なお、2016年10月公開の映画「女流棋士の春」に、初美は葉摘智子役として出演。将棋監修は村中が担当していた。

## 人物
- 上野学園大学音楽学部音楽学科卒業。同学科ではクラリネットを専攻。2016年12月23日には同大学のグローバル教養コースワークショップで、夏目漱石の『吾輩は猫である』を朗読した[7]。
- 趣味は人狼ゲーム、読書、カフェ巡り。
- 同い年の女優である片山萌美[8]や、セント・フォース所属の竹内紫麻[9]と仲が良い。

## 出演作品

### テレビアニメ
- NieR:Automata Ver1.1a（2023年 - 2024年、オペレーター210[10][11]） - 2シリーズ[一覧 1]

### ゲーム
- ニーア オートマタ（オペレーター21O[12]、アネモネ[13]）

### テレビ番組
- ジェネレーション天国（フジテレビ）
- カモンビギナー！ウェルカムボートレース（CS放送）

### インターネット
レギュラー
- ドラゴンクエストX TV（ニコニコ生放送、2013年9月10日、2013年10月8日 - ）※初代初心者大使
- 【どこパレLIVE】ドラゴンクエスト どこでもモンスターパレード（ニコニコ生放送、2016年2月5日 - ）※MC出演

過去のレギュラー
- ホラーファン倶楽部（ニコニコ生放送、2013年4月4日、2013年4月25日 - 2014年3月27日）
- コンビニごはんでキレイになれちゃうかも!? Supported by LAWSON（ニコニコ生放送、2013年8月30日 - 2013年9月29日）

### 映画
- 女流棋士の春（2016年10月） - 葉摘智子 役[14]

### 舞台
- NieR:Automata FAN FESTIVAL 12022 壊レタ五年間ノ声（2022/11/25～2022/11/26 場内アナウンスおよび朗読劇パート）[15]

### CM
2014年
- ニンテンドー3DS ドラゴンクエストX オンライン カフェ篇[16]（スクウェア・エニックス）

### 声優
- ローソンからあげくん店内放送CM[3]

### モデル
- 美容業界誌「hair mode」
- 「Super Groupies」モデル

2011年
- 資生堂「マシェリ」Webモデル

2012年
- ファッションショー「water 7」クールコア
- ファッションショー「luxury collection」

### シリーズ一覧
1. ↑  第1クール（2023年）、第2クール（2024年）

### 動画
1. ↑  初美メアリ ボイスサンプル - YouTube（2016年9月11日）2021年7月28日閲覧。